# Crataegus spathulata
Crataegus spathulata es una especie arbórea de la familia de las Rosáceas. Es originaria del sureste de los Estados Unidos.

## Descripción
Tiene unas hojas delicadas pequeñas muy atractivas con una apariencia azulada, flores bellas y pequeños frutos de naranja a rojo.

## Taxonomía
Crataegus spathulata fue descrita por André Michaux y publicado en Flora Boreali-Americana 1: 288, en el año 1803.